# Margarita Popowa
Margarita Stefanowa Popowa, bułg. Маргарита Стефанова Попова (ur. 15 maja 1956 w Sofii) – bułgarska prawniczka i polityk, długoletnia prokurator, w latach 2009–2011 minister sprawiedliwości w rządzie Bojka Borisowa, od 2012 do 2017 wiceprezydent Bułgarii.

## Życiorys
Absolwentka szkoły średniej w Pazardżiku (1975). W 1980 ukończyła filologię bułgarską i następnie filologię niemiecką na Uniwersytecie Sofijskim im. św. Klemensa z Ochrydy, zaś w 1989 studia prawnicze na tej uczelni. W latach 80. była zatrudniona w wydawnictwie „Woenno izdatelstwo”. W 1990 otrzymała nominację prokuratorską. Początkowo pracowała w prokuraturze rejonowej w Swoge, a od 1993 w prokuraturze okręgowej w Sofii. Od połowy lat 90. kierowała stołeczną prokuraturą, w 2004 została odwołana przez prokuratora generalnego Nikołę Fiłczewa, mianowanego na to stanowisko przez socjalistycznego prezydenta Georgiego Pyrwanowa. Zajęła się wówczas działalnością szkoleniową, prowadząc zajęcia w Krajowym Instytucie Wymiaru Sprawiedliwości.
We wrześniu 2006 nowy prokurator generalny Boris Wełczew zatrudnił ją na stanowisku swojego rzecznika prasowego, powróciła też do wykonywania obowiązków prokuratora. W tym samym roku stanęła na czele specjalnego zespołu badającego sprawę defraudacji funduszy europejskich, utworzonego na życzenie Unii Europejskiej, zaniepokojonej skalą marnotrawstwa tych środków i korupcji w Bułgarii. W lipcu 2009 przygotowany przez jej grupę raport dotyczący tych spraw został zaaprobowany przez Komisję Europejską.
W okresie pracy w prokuraturze współpracowała z burmistrzem Sofii Bojkiem Borisowem. Kiedy założona przez niego partia GERB zwyciężyła w wyborach parlamentarnych w 2009, w lipcu tegoż roku Margarita Popowa została ministrem sprawiedliwości w jego nowym gabinecie. Bojko Borisow motywował jej kandydaturę m.in. dobrymi opiniami ze strony partnerów europejskich, z którymi ją konsultował.
We wrześniu 2011 została przedstawiona jako kandydatka partii GERB na wiceprezydenta w wyborach prezydenckich 2011, w których na główny urząd startował minister rozwoju regionalnego i robót publicznych Rosen Plewneliew. Po wyborczym zwycięstwie w listopadzie 2011 odeszła z rządu, a w styczniu 2012 objęła urząd wiceprezydenta, sprawując go do stycznia 2017. W tym samym miesiącu została wiceprezesem i sekretarzem generalnym BSK, zrzeszonego w BusinessEurope bułgarskiego zrzeszenia przemysłowego.